# Рылов, Евгений Михайлович
Евге́ний Миха́йлович Рыло́в (род. 23 сентября 1996, Новотроицк, Оренбургская область) — российский пловец, специализирующийся в плавании на спине и вольным стилем. Двукратный олимпийский чемпион (первый российский спортсмен, выигравший олимпийское золото в плавании в бассейне в XXI веке), серебряный призёр Олимпийских игр 2020 года, бронзовый призёр Олимпийских игр 2016 года, двукратный чемпион мира, трёхкратный чемпион мира на короткой воде, четырёхкратный чемпион Европы, трёхкратный чемпион юношеских Олимпийских игр. Заслуженный мастер спорта России.

## Спортивная биография

### 2010-е годы
В августе 2014 года в возрасте 17 лет завоевал три золотые медали на юношеских Олимпийских играх в Китае — 50 и 100 метров на спине (на 100-метровке поделил первое место с итальянцем Симоне Саббиони), а также в комбинированной эстафете 4×100 метров. На 200-метровке на спине Рылов стал вторым.

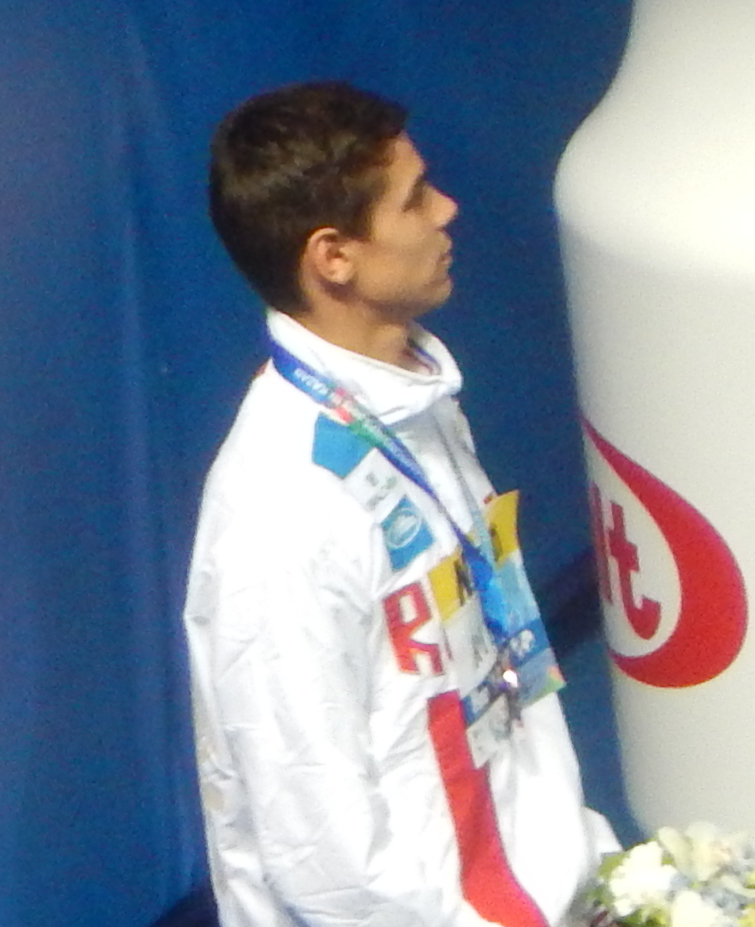
Рылов на чемпионате мира 2015 года в Казани

На чемпионате мира 2015 года в Казани в возрасте 18 лет завоевал бронзу на дистанции 200 метров на спине, установив в финале рекорд России (1:54.60) и уступив австралийцу Митчу Ларкину (1:53.58) и поляку Радославу Кавенцкому (1:54.55).
На Олимпийских играх 2016 года в Рио-де-Жанейро на дистанции 200 метров на спине показал лучшее время в предварительных заплывах (1:55,02) и полуфинале (1:54,45). В финале установил рекорд Европы (1:53,97), но занял третье место после американца Райана Мёрфи (1:53,62) и австралийца Митча Ларкина (1:53,96). На дистанции 100 метров на спине занял в финале шестое место с результатом 52,74 сек, проиграв чемпиону Райану Мёрфи 0,77 сек. Также плыл на первом этапе в финале комбинированной эстафете 4×100 метров, где сборная России заняла четвёртое место после команд США, Великобритании и Австралии.
На чемпионате мира 2017 года в Будапеште выиграл золото на 200-метровке на спине, установив в финале рекорд Европы (1:53.61), олимпийский чемпион 2016 года Райан Мёрфи отстал на 0,60 сек. Также в составе сборной России завоевал бронзу в комбинированной эстафете 4×100 метров.
На чемпионате Европы 2018 года в Глазго выиграл два золота и два серебра. На дистанции 200 метров на спине вновь установил рекорд Европы (1:53,36), серебряный призёр Радослав  Кавенцкий отстал на 2,71 сек. На чемпионате мира на короткой воде 2018 года в Китае стал одним из главных героев, выиграв семь медалей, включая три золота на дистанциях 50 м на спине, 200 м на спине, а также в комбинированной эстафете 4×50 метров.
На чемпионате мира 2019 года Евгений завоевал пять медалей, в том числе три медали на всех дистанциях в плавании на спине — золото на 200-метровке (1:53,40) и серебро на 50-метровке и 100-метровке.
Пропустил чемпионат Европы на короткой воде 2019 года в Глазго.

### 2020-е годы
В мае 2021 года на чемпионате Европы в Будапеште Евгений на дистанции 200 метров на спине завоевал золото, установив в финальном заплыве рекорд чемпионатов (1:54,46). В составе эстафеты 4×100 вольным стилем также стал чемпионом Европы, а также завоевал бронзовую медаль в смешанном эстафетном заплыве 4×200 метров вольным стилем.
27 июля 2021 года на Олимпийских играх в Токио Рылов, выступая под флагом ОКР, выиграл золото на дистанции 100 метров на спине с рекордом Европы (51,98, на 0,01 сек хуже олимпийского рекорда), в финале опередив Климента Колесникова на 0,02 сек. Рылов стал первым с 1996 года россиянином, победившим в плавании в бассейне на Олимпийских играх. Советские и российские пловцы никогда ранее не побеждали на дистанции 100 метров на спине на Олимпийских играх. На чемпионатах мира и Европы Рылов на 100-метровке на спине до Олимпийских игр никогда не побеждал.
На следующий день Рылов завоевал серебряную медаль в составе эстафетной четверки на дистанции 4×200 м вольным стилем, где Евгений плыл на третьем этапе (золото завоевали британские пловцы). 30 июля Рылов выиграл золото на дистанции 200 метров на спине, установив в финале олимпийский рекорд (1:53.27), Мёрфи отстал на 0,88 сек.
Евгений стал самым упоминаемым российским призёром Олимпийских игр в Токио.
«Столото» провела опрос для определения лучшего российского спортсмена летней Олимпиады-2020. Им был признан Евгений Рылов.
17 декабря 2023 года Евгений Рылов заявил, что отказывается от участия в Олимпийских играх 2024 года в Париже на текущих условиях Международного олимпийского комитета (МОК).
18 апреля 2025 года Евгений не выполнил условия отбора для участия в чемпионате мира 2025 года в Сингапуре. На дистанции 200 м на спине в финале чемпионата России в Казани он показал результат 1:58,68 и занял 4-е место.

### Результаты Рылова на Олимпийских играх
Зелёным выделены участия в финальных заплывах
| Дистанция                              | 2016 | 2020 |
| -------------------------------------- | ---- | ---- |
| 100 метров на спине                    | 6    | 1    |
| 200 метров на спине                    | 3    | 1    |
| Эстафета 4×200 м вольным стилем        | —    | 2    |
| Комбинированная эстафета 4×100 м       | 4    | 4    |
| Смеш. комбинированная эстафета 4×100 м | н/д  | 7    |

## Общественная деятельность

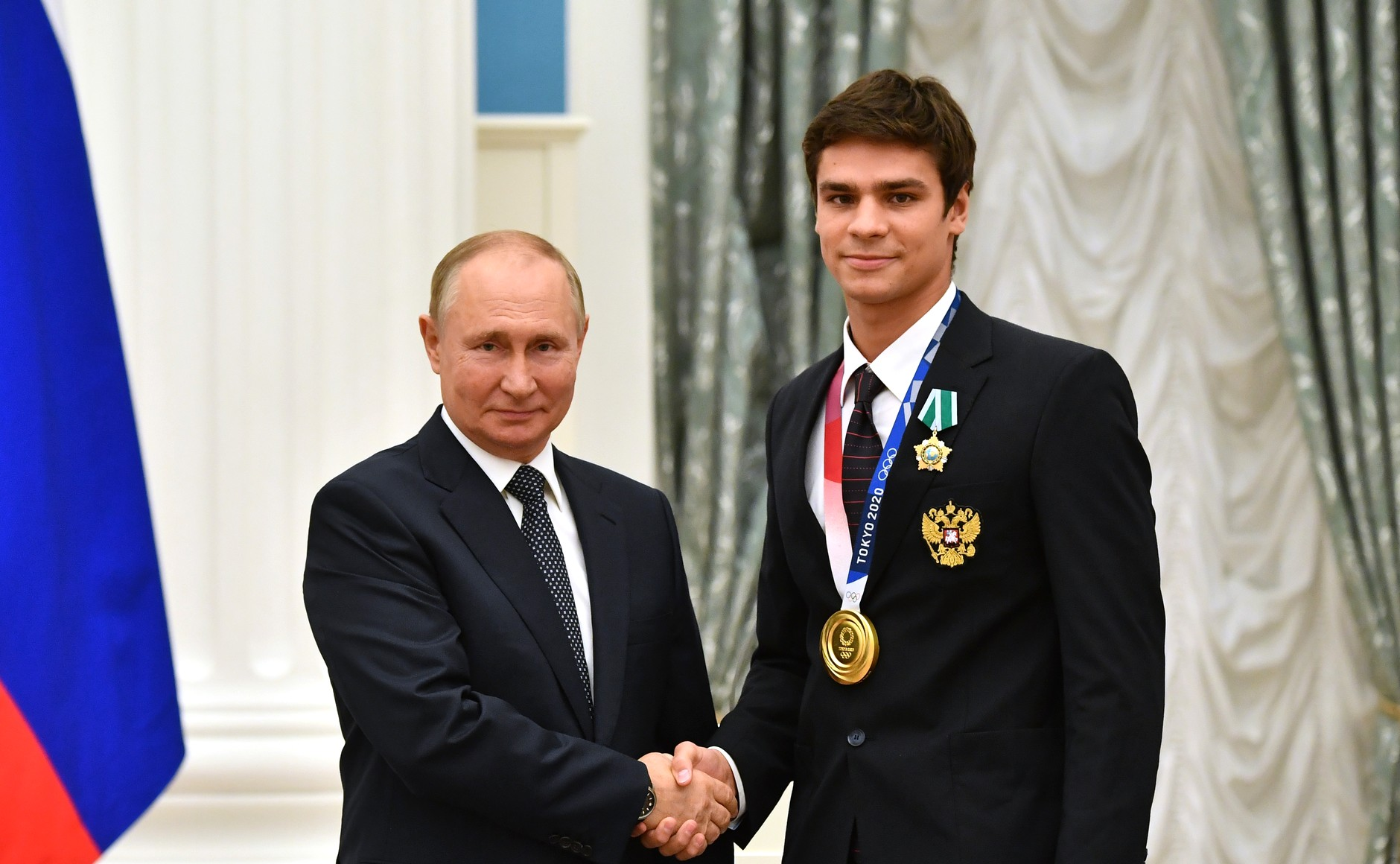
Евгений Рылов и Владимир Путин. Москва, Кремль

18 марта 2022 года выступил в «Лужниках» на провластном митинге-концерте в  поддержку войны с Украиной и в честь годовщины российской аннексии Крыма под названием «Za мир без нацизма! Zа Россию! Zа Президентa», при этом, как и другие спортсмены, был одет в куртку с нашивкой «Z». За поддержку российского вторжения на Украину компания Speedo расторгла с Рыловым спонсорский контракт, при этом, согласно заявлению представителей компании, остаток спонсорских выплат, предназначенных Рылову, будет перечислен в Управление Верховного комиссара ООН по делам беженцев, которое занимается помощью в том числе и беженцам из Украины.
22 апреля 2022 года был отстранён на 9 месяцев от участия во всех соревнованиях под эгидой Международной федерации плавания. Рылов выразил недоумение в связи с решением Международной федерации плавания, по его словам, он «просто поддержал свою страну, своего президента».
В 2024 году являлся доверенным лицом кандидата в президенты России Владимира Путина.

## Личная жизнь
Отец Михаил Рылов — футболист, бывший игрок «Уралмаша» (Екатеринбург), «Носты» (Новотроицк), тренер футбольной команды Магнитогорска. 
Евгений — старший сержант полиции, полицейский патрульно-постовой службы полиции отдела МВД России по городскому округу Лобня.
В январе 2023 женился на Оксане Логвиновой, в декабре 2024 у пары родилась дочь Вера.

## Награды
- Медаль ордена «За заслуги перед Отечеством» II степени (25 августа 2016 года) — за высокие спортивные достижения на Играх XXXI Олимпиады 2016 года в городе Рио-де-Жанейро (Бразилия), проявленные волю к победе и целеустремленность[25].
- Заслуженный мастер спорта России (2016)
- Медаль «За доблесть в службе» (МВД)[26] (2016)
- Орден Дружбы (11 августа 2021 года) — за большой вклад в развитие отечественного спорта, высокие спортивные достижения, волю к победе, стойкость и целеустремленность, проявленные на Играх XXXII Олимпиады 2020 года в городе Токио (Япония)[27].